# 佩里亚克和米亚克
佩里亚克和米亚克（法語：Peyrillac-et-Millac，法語發音：[peʁijak e mijak]）是法国多尔多涅省的一个旧市镇，位于该省东部偏南，和洛特省接壤，属于萨拉拉卡内达区。2022年1月1日，佩里亚克和米亚克与邻近的2个市镇合并为新市镇佩克德莱斯佩朗斯，佩里亚克和米亚克为新市镇行政中心。

## 地理
佩里亚克和米亚克（44°53'16"N, 1°24'27"E）面积6.94 平方千米，位于法国新阿基坦大区多爾多涅省，该省份为法国西南部内陆省份，是法國本土面积第三大的省，大致对应佩里戈尔地区，北起顺时针与夏朗德省、上维埃纳省、科雷兹省、洛特省、洛特-加龙省、吉倫特省和滨海夏朗德省接壤。
与佩里亚克和米亚克接壤的市镇（或旧市镇、城区）包括：佩克德莱斯佩朗斯。
佩里亚克和米亚克的时区为UTC+01:00、UTC+02:00（夏令时）。

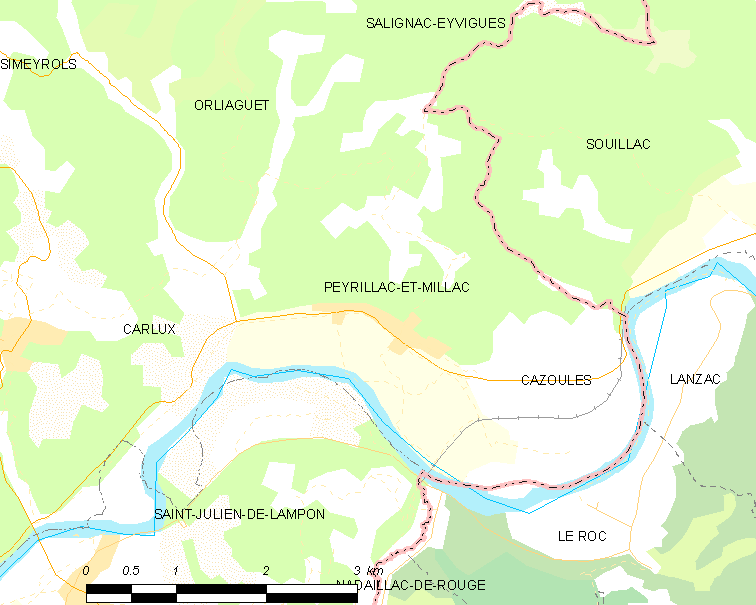
佩里亚克和米亚克的OSM定位图

## 行政
佩里亚克和米亚克的邮政编码为24370，INSEE市镇编码为24325。

## 政治
佩里亚克和米亚克所属的省级选区为泰拉松-拉维勒迪约县。

## 人口

1962-2008年间佩里亚克和米亚克人口变化图示

佩里亚克和米亚克于2018年1月1日时的人口数量为211人。